# سیلیکون پاور
سیلیکون پاور (به انگلیسی: Silicon Power) یک شرکت تایوانی است که در سال ۲۰۰۳ میلادی و به همت گروهی از متخصصان علاقه‌مند به حوزهٔ تجارت بین‌الملل، بازاریابی جهانی و مهندسان صنعت ذخیره‌سازی داده‌ها تأسیس شد.
اکنون، محصولات سیلیکون پاور شامل کارت حافظه، فلش مموری، کارت ریدر، ماژول DRAM، درایو سالید استیت و هارد اکسترنال است که در بیش از ۱۰۰ کشور جهان به مشتریان و کاربران عرضه می‌شود. مقر اصلی این شرکت در تایپهٔ تایوان قرار دارد و دارای شعبه‌هایی در کشورهای ژاپن، هلند، روسیه، چین، هند، آمریکا، و شبه‌جزیرهٔ بالکان است.
این شرکت به‌خاطر دستاوردهای بسیارش در بازارهای داخلی و خارجی، بارها مورد تقدیر و تمجید قرار گرفت. در بررسی مجلهٔ Common Wealth در سال ۲۰۱۰ میلادی، سیلیکون پاور از لحاظ سرعت رشد، رتبهٔ یازدهم را در میان ۱۰۰۰ تولیدکنندهٔ برتر تایوان به خود اختصاص داد و در صنعت نیمه‌رسانای این کشور نیز در ردهٔ نخست قرار گرفت.